# Schrijfinstrument

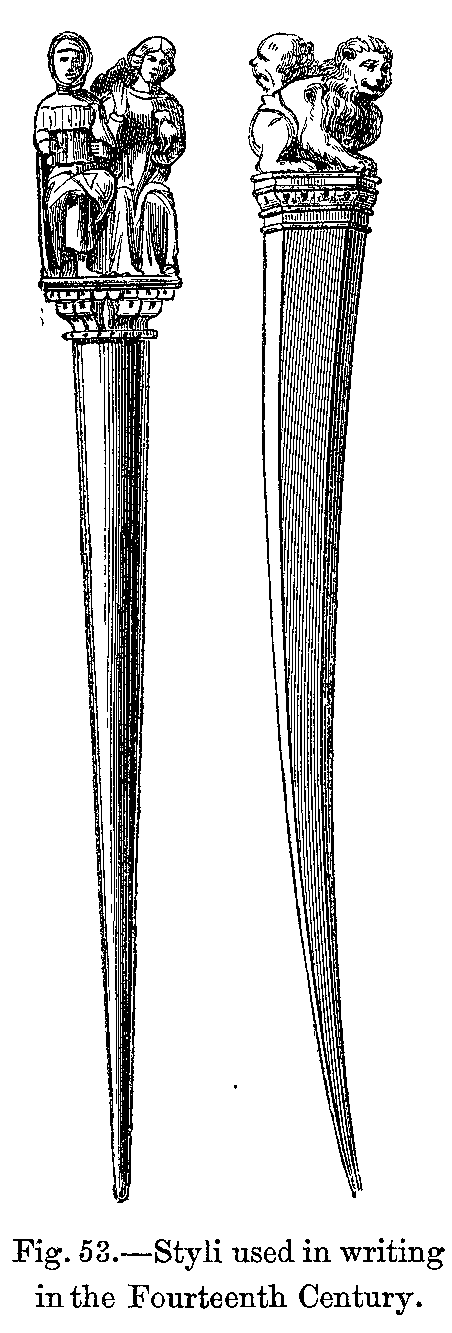
Een griffel uit de 14e eeuw

Een schrijfinstrument is een object waarmee schrifttekens aangebracht kan worden op een ondergrond. Schrijfinstrumenten kunnen veelal ook gebruikt worden om mee te schilderen, tekenen of te etsen, maar een voorname gemeenschappelijke eigenschap van schrijfinstrumenten is, dat er een strakke, controleerbare lijn mee getrokken kan worden.

## Geschiedenis
Eeuwenlang waren de rietpen, de griffel en de ganzenveer de meest voorkomende instrumenten waarmee geschreven werd. Een goede opvolger van de griffel werd het potlood. Door de eeuwen heen hebben uitvinders en fabrikanten overal getracht een vervangingsmiddel te maken voor de ganzenveer, omdat daar telkens handmatig een schrijfpunt aan gemaakt moest worden. In de 18e eeuw kwam op verschillende tijden en plaatsen de stalen pen voor, beter bekend als de kroontjespen. Begin 19e eeuw werd de stalen pen pas echt in grote hoeveelheden gefabriceerd en in de handel gebracht. Daaronder valt ook de ontwikkeling van apparaten waarmee meteen de letter geschreven werd: de schrijfmachine. Eind 19e eeuw werd de eerste schrijfmachine onder de naam Remington in de handel gebracht. Alle pogingen daarvoor beperken zich tot tekeningen of moeizaam werkende toestellen. Een bijzonder schrijfinstrument is de checkwriter, die alleen de woorden kon schrijven die betrekking hadden op bedragen. Een fraai schrijfinstrument is ook de vulpen, die tot op heden nog steeds populair is voor handgeschreven werk.